# Memphis Meats
Memphis Meats – przedsiębiorstwo z siedzibą w Berkeley w Kalifornii, zajmujące się technologią żywności, którego celem jest rozwój zrównoważonej hodowli mięsa. Firma została założona przez Uma Valeti (CEO), Nicholasa Genovese (CSO) i Willa Clem’a.
Spółka planuje produkcję różnych produktów mięsnych z wykorzystaniem biotechnologii w celu pobudzenia komórek macierzystych do wzrostu tkanki mięśniowej i wytwarzania produktów mięsnych w bioreaktorach. W lutym 2016 r. Memphis Meats opublikowała film o wyhodowanym klopsiku, a w marcu 2017 r. film o hodowanych daniach z kurczaka i kaczki.
W sierpniu 2017 roku Memphis Meats ogłosiło, że zebrało 17 milionów dolarów z Series A, obejmującej również inwestycje Billa Gatesa, Richarda Bransona, Suzy’ego i Jacka Welcha, Cargilla, Kimbala Muska i Atomico.
Koszt produkcji wołowiny hodowlanej wynosił 18 000 USD za funt (40 000 USD/kg), a koszt produkcji hodowanego drobiu 9000 USD za funt (20 000 USD/kg). Do czerwca 2017 r. przedsiębiorstwo obniżyło koszt produkcji do poniżej 2400 USD za funt (5 280 USD/kg). Przedsiębiorstwo stwierdziło, że spodziewa się obniżenia kosztów i wprowadzenia swoich produktów na rynek do 2021 r.